# Tajanstvena kupovina
Tajanstvena ili tajna kupovina (Mystery shopping) je moderna tehnika koja se koristi za merenje kvaliteta usluge koju kompanija nudi svojim kupcima. Omogućava kompanijama da utvrde da li postoji jaz između kvaliteta usluge koju kompanija želi da njeni kupci imaju i načina na koji su kupci zaista usluženi. Cilj ove metode je povećanje zadovoljstva kupaca, podsticanje rasta i razvoj kompanija, kao i povećanje zadovoljstva svih zaposlenih koje može uticati na smanjenu fluktuaciju radne snage, povećanje profita kompanije... Sve što jeste ili moze da bude deo kupovnog iskustva kupca merljivo je uz pomoć tajanstvene kupovine. Istraživanja pokazuju da će se samo 4% nezadovoljnih kupaca požaliti kompaniji na lošu uslugu, dok je tajanstveni kupac obučen da svako svoje iskustvo, pa i negativno, prenese na objektivan način.
Dakle, tajanstvena kupovina bi, simulirajući realno iskustvo, predstavljala oblik povratne informacije kupca. Na taj način kompanije mogu da utvrde one stavke koje predstavljaju izazov u svakdnevnom radu i da omoguće zaposlenima dodatnu edukaciju u oblastima sa kojima imaju poteškoća prilikom rada sa kupcima.

## Istorijat
Preteča metode tajanstvene kupovine jesu anonimne evaluacije zaposlenih u bankama i maloprodaji koje su se prvo pojavile u Americi.
Nakon toga se beleži rast industrije, jer je sve više kompanija uvidelo značaj zadovoljstva potrošača i koliko ova metoda može pomoći u praćenju i poboljšanju prodajnih rezultata. Ipak, najveći rast se beleži 90-ih godina prošlog veka, odnosno pojavom i ekspanzijom Interneta. Kako preduzeća sa pojavom interneta pružaju svojim kupcima mogućnost da se putem interneta ili drugim komunikacionim kanalima informišu o njihovim proizvodima, tako dolazi do pojave testiranja, informisanosti i komunikacije putem i-mejla i telefonom.
Pojava Interneta je omogućila efikasnije sprovođenje ove metode, jer su informacije cirkulisale dosta brže i sam razvoj metode je olakšan, jer je pojava Interneta omogućila i razvoj novih načina sprovođenja metode. 
Tajanstvena kupovina se bazira na stručno ustanovljenim principima koji su strukturirani 1997. godine formiranjem asocijacije MSPA - najznačajnije svetske asocijacije za metodu tajanstvene kupovine i pratećih usluga. Cilj udruženja je poštovanje definisanih standarda poslovanja Mystery shopping industrije kao i definisanje strogih etičkih načela.  Evropski ogranak je nastao 2001. godine. Trenutno imaju oko 400 kompanija članica širom sveta među kojima su i neke naše. 

#### Prve kompanije članice ove asocijacije u svetu i kod nas
- AboutFace[5]
- Bare International[6]
- BestMark
- Michelson & Associates
- Second to None
- Intelligence[7] (prva srpska kompanija sa korporativnim članstom u krovnoj asocijaciji – MSPA)

## Značaj tajanstvene kupovine

### Koristi
Koristi od tajanstvene kupovine mogu biti sledeće:
- povećava nivo kvaliteta usluge,
- utiče na povećanje prodaje,
- utiče na povećanje zadovoljstva i lojalnosti potrošača,
- unapređuje brend kompanije,
- omogućava analizu kvaliteta usluge konkurencije (s obzirom da kompanije ovu metodu mogu sprovoditi i u konkurentskim radnjama),
- kontinuirano prati nivo kvaliteta usluge,
- motiviše zaposlene i podstiče zdrav takmičarski duh,
- omogućava rano otkrivanje grešaka,
- prepoznaje kritične tačke u usluzi,
- gradi ukupnu svest o važnosti odnosa s kupcima,
- smanjuje fluktuaciju zaposlenih,

### Podaci koji se dobijaju
Analiza rezultata koji se dobijaju sprovođenjem obe metode mora pažljivo da se izvrši, obzirom da se oni koriste za evaluaciju procesa kompanije, rada zaposlenih, definisanje sistema motivacije i donošenja odluka.
Danas većina  profesionalnih kompanija koje se bave sprovođenjem ove metode koriste napredne online softvere koji omogućavaju ‘’uživo’’ praćenje rezultata. Na ovaj način kompanije vrlo brzo dobijaju svoje rezultate, već u roku od par sati, što im omogućava da pravovremeno reaguju, naročito u kritičnim situacijama. Rezultati mogu biti prikazani u odnosu na državu, region, konkretnu radnju ili samog zaposlenog.
Tip podataka koji dobijaju zavisi od način sprovođenja ove metode, ali su to najčešće podaci o izgledju eksterijera i enterijera (da li je sve postavljeno i izloženo na način koji je definisala sama kompanija), i samom kvalitetu usluge (da li zaposleni primetio kupca, da li ga je pozdravio, da li mu je sam prišao i ponudio pomoć, da li se potrudio da pronađe ono što kupac traži ili mu je ponudio određenu alternativu, odgovarajući dodatni proizvod... da li je prezentovao sve usluge kompanije...).
Svi podaci dobijaju se prema unapred utvrđenim kriterijumima i zadatim smernicama. 

## Tajanstveni kupci
Tajanstveni kupci mogu biti punoletne osobe bilo kog statusa (student kome treba džeparac, zaposlen koji želi dodatnu zaradu, nezaposlene osobe, penzioneri). Tajanstveni kupac mora proći adekvatnu obuku kako bi znao da prenese informacije sa terena na adekvatan način. Tajanstveni kupci su obučeni da na najbolji način prenesu svoje iskustvo prilikom kupovine. Jako je bitno da tajanstveni kupac bude odabran u skladu sa profilom tipičnog kupca ili korisnika usluga određene kompanije (npr. ukoliko neko nije aktivan vozač niti ima sopstveni auto, onda ne može obavljati zadatke koje podrazumevaju posetu benzinskim stanicama i sipanje goriva).
Tajanstvena kupovina prredstavlja honorarnu aktivnost i nikada se ne svrstava u klasična zaposlenja (sa punim radnim vremenom), jer na taj način tajanstveni kupac može izgubiti objektivnost i moć zapažanja detalja, što su jako bitne karakteristike ovog honorarnog posla. Brojna istraživanja pokazuju da je posao tajanstvenog kupca među top tri najbolje part-time aktivnosti kojima čovek može da se bavi.
Nakon obaveljenog zadatka, tajanstveni kupac treba na odgovarajući način da popuni izveštaj o svom kupovnom iskustvu i taj izveštaj je najčešće u formi upitnika koji kupac popunjava odgovarajući na definisana pitanja. Oni moraju posedovati zadovoljavajući nivo pismenosti i poznavanja gramatičkih pravila, da dobro slušaju, koncentrišu se, da budu fleksibilni kako bi se prilagodili različitim ulogama i zadacima, da dobro pamte jer podatke zapisuju tek po napuštanju radnog objekta. Neophodan je visok stepen odgovornosti i savesnog obavljanja dužnosti jer će se klijent voditi dobijenim podacima u svom poslovanju. Iz tog razloga brojne kompanije koje se profesionalno bave ovom metodom organizuju posebne radionice i konferencije namenjene edukaciji tajanstvenih kupaca. Kao i u svakom drugom ozbiljnom poslu, karijera tajanstvenog kupca morala bi da podrazumeva napredovanje, kontinuiranu edukaciju, nagrađivanje, stalnu komunikaciju i nove zadatke.

### Karakteristike tajnog kupca
- Pismen
- Izražena moc zapažanja
- Odlično pamćenje
- Odgovoran
- Pouzdan
- Objektivan
- Pedantan
- Fleksibilan

## Korisnici tajanstvene kupovine
Metoda tajanstvene kupovine se može koristiti u bilo kojoj industriji u kojoj postoji odnos između kompanije sa jedne strane i krajnjeg korisnika sa druge. Dakle, primena može biti kako u B2C tako i u B2B sektoru. 
Neke od industrija koje aktivno koriste metodu tajanstvene kupovine su naftna industrija, prodaja robe široke potrošnje, drogerije, finansijske institucije, automobilska industrija, telekomunikacije, modna industrija…
Iako je primena ove metode najrasprostranjenija u uslužnom sektoru, ona se takođe može koristiti i u kompanijama koje se bave isključivo proizvodnjom i nemaju svoja prodajna mesta. Dok se u prvom slučaju ovom metodom utvrđuje kvalitet usluge koju potrošači imaju, kao i izgled okruženja u kom kupac boravi i obavlja kupovinu, u drugom slučaju kompanije proveravaju na koji način se na prodajnim mestima koja nisu u njihovom vlasništvu prezentuje njihov proizvod.

## Tehnike tajanstvene kupovine
Postoje nekoliko tehnika pomoću kojih se može sprovoditi metoda tajanstvene kupovine:
- Tajanstvena poseta: poseta prodajnom objektu i komunikacija sa prodajnim osobljem
- Tajanstvena kupovina: poseta prodajnom objektu radi obavljanja kupovine i komunikacije sa prodajnim osobljem
- Tajanstveni poziv: pozivanje call centra kompanije ili prodajnih objekata
- Internet komunikacija: obavljanje online kupovine, sa eventualnom kasnijom reklamacijom proizvoda, slanje online upita putem e.mail-a, društvenih mreža ili drugih online kanala kompanije koji su javno dostupni
- Otvorene posete: otvorene posete koje podrazumevaju da se tajanstveni kupac na kraju razgovora sa prodavcem razotkrije i nakon toga prođe sa prodavcem sve aspekte njihovog razgovora

## Etički problemi
Kako je metoda nova, na tržištu postoji nedovoljno razumevanje same tehnike i koristi koje bi od nje trebalo imati.
Neke kompanije su koristile ovu metodu za otpuštanja ili sankcionisanja zaposlenih zbog negativnih izveštaja u okviru ovog istraživanja, što se ne smatra adekvatnom upotrebom ove metode i nije podržano od strane svetske asocijacije za tajanstvenu kupovinu, niti od strane profesionalnih kompanija koje se bave sprovođenjem ove metode. Ove kompanije pomažu klijentima da bolje razumeju i iskoriste informacije dobijene ovom metodom za pre svega unapređenje usluge u smislu motivisanja, edukacije i obuke zaposlenih.
Adekvatno sprovođenje istraživanja ove tehnike, u smislu poštovanja etičkih standarda, može direktno uticati na uspešnost kasnijih akcija sprovedenih na osnovu rezultata. Da bi zaposleni prihvatili nalaze i u vezi s njima preduzete mere, potrebno je da se ne osećaju prevareno ili zapostavljeno. Zbog toga je potrebno razgovarati sa menadžmentom kompanije, objasniti da je istraživanje u interesu firme i sve, a posebno menadžment ljudskih resursa, uključiti u akciju. Sami zaposleni treba da budu obavešteni kada se sprovodi projekat tajanstvene kupovine i da će ih posećivati tajanstveni kupci, iako oni ne znaju tačno kad i gde će tajanstveni kupac doći. Takođe, trebalo bi da dobijaju povratnu informaciju u vidu rezultata kako bi te povratne informacije mogli da iskoriste za unapređenje svog svakodnevnog rada, u čemu bi i sama kompanija trebalo da im pomogne.